# ناحیه أم الطوب
ناحیه أم الطوب (به عربی: دائرة أم الطوب) یک ناحیه در الجزایر است که در استان سکیکده واقع شده‌است.